# Conlin McCabe
Conlin McCabe (født 20. august 1990 i Brockville, Canada) er en canadisk roer.
McCabe vandt en sølvmedalje ved OL 2012 i London, som del af den canadiske otter. Resten af besætningen bestod af Gabriel Bergen, Douglas Csima, Robert Gibson, Malcolm Howard, Andrew Byrnes, Jeremiah Brown, Will Crothers og styrmand Brian Price. Der deltog i alt otte både i konkurrencen, hvor Tyskland vandt guld, mens Storbritannien tog bronzemedaljerne. Han deltog desuden ved OL 2016 i Rio de Janeiro, som del af den canadiske firer uden styrmand.
McCabe vandt desuden en VM-bronzemedalje i otter ved VM 2011 i Slovenien.

## OL-medaljer
- 2012:  Sølv i otter